# Донський сфінкс
Донський сфінкс (англ. Don sphinx, DSX)  — порода кішок, що виникла природним шляхом і значно пізніше, ніж подібна вже розведена — канадський сфінкс. Про голих кішок згадується з давніх часів. Неодноразово мутації призводили до появи таких тварин. Однак селекційна робота з ними не велася, і породи зникали безслідно.

## Історія
Свій початок порода бере від голої кішки, знайденої у 1987 році в Ростові-на-Дону. Назвали її Варварою. Надалі голих кішок схрещували з європейською короткошерстою. З'явилася нова порода кішок, що одержала назву за місцем виникнення. За невеликий проміжок часу існування вона дала ще дві лінії розведення, які стали самостійними породами: російську безшерсту й петербурзького сфінкса (пітерболд). У серпні 1998 року WCF був прийнятий стандарт на донського сфінкса.

## Особливості
Донські сфінкси мають ряд прикметних рис. Шкіра їх близька до людської: наявність потових залоз (кішки пітніють), меланіну (здатні засмагати), здатність при зниженні навколишньої температури акумулювати підшкірний жир (звичайно зникає при потеплінні). У сфінксів підвищений обмін речовин. Шкіра гаряча на дотик — температура тіла 40 °С і вище. Забарвлення проявляється прямо на шкірі. При цьому воно не має яскравих, насичених тонів. Кольори м'які, розпливчасті, тіньові. Визначити розходження між тонами не завжди вдається. У зв'язку з підвищеним обміном речовин кішки схильні до переїдання. При цьому потребують 3-4-разової годівлі на добу. На передніх лапах мають довгі пальці (чимось подібні до людських), якими можуть добре користуватися.

## Розмноження
Тічки в кішок нечасті. Коти рідко мітять територію, запах у мітки відсутній. У кошенят дуже рано відкриваються очі — на 1-3 добу після народження. Відзначалися випадки народження кошенят з відкритими очима. Статевої зрілості досягають у 8-12 місяців. Остаточно формуються до двох років.

## Характер
Кішки донського сфінкса, або дончаки, ласкаві, розумні, мають спокійний, урівноважений характер. Дуже люблять товариство людини. Терпимо ставляться до інших тварин. Вони рухливі, люблять гратися. Легко вивчають різні команди й трюки. Гріються під лампами, біля грубки й сплять під ковдрою. Прихильники породи говорять, що за характером вони зовсім не схожі на кішок. Припускають, що сфінкси сприятливо впливають на людський організм через свої фізіологічні особливості. Вони можуть заспокоювати, знімати біль і напругу в м'язах. Можливо, завдяки підвищеній температурі тіла, сприяють лікуванню остеохондрозу, приносять полегшення хворим на ревматизм.

## Зовнішній вигляд
Кішки донського сфінкса — це сильні, мускулясті, середньої величини тварини з голою зморшкуватою шкірою. Тіло міцне, із сильним кістяком, пропорційно збудоване, зі складками «зайвої» шкіри. Глибока лінія паху. Передпліччя прямі. Кінцівки пропорційні до тіла, тонкі, прямі, стрункі, високі, але не занадто витончені. Задні кінцівки трохи довші, ніж передні. Лапи овальні. Пальці довгі, рухливі, з перетинками. Хвіст прямий, довгий, сильний і гнучкий. На відстані до 3 см кінчик хвоста може бути вкритий ніжним, густим, прилягаючим, трохи хвилястим хутром. Коти більші, ніж кішки.
Голова клиноподібна, із чітко окресленими вилицями й надбрів'ями. Помітні очні яблука. Лоб плаский, з безліччю вертикальних зморшок і складок, що розходяться, ніби віяло, над очима. Морда недовга, трохи заокруглена. Вібриси звиті, товсті. Можуть коротко обламуватися й бути відсутні. Ікла довгі, можуть виступати з-під верхньої губи. Ніс прямий, з легко позначеним переходом до чола. Вуха високо поставлені, трохи нахилені вперед, великі, із заокругленими кінчиками. Зовнішній край вуха не виходить за лінію щік. Зовнішні краї вух утворюють вертикальні лінії, що продовжують лінії голови. очима середньої величини, мигдалеподібні, косо поставлені, глибоко посаджені, нешироко відкриті. Допускається будь-який колір очей.
Шкіра еластична, гаряча на дотик, складчаста на голові, шиї, у пахвах і паху. Узимку може з'являтися легка опушеність усього тіла. Допускається незначне заростання на морді, вухах, кінцівках і кінчику хвоста, що займає одну третю тіла. У котів відсутній мускусний запах.
У молодих тварин допускається залишкове обростання (на щоках і в основі вух), яке у дорослих тварин має повністю зникати до двох років. Кошенята можуть народжуватися із хвилястим хутром й «лисинкою» на голові. Мають завиті вібриси.
За станом шерстного покриву розрізняють чотири варіанти: 
- голі («гумки»)  — повністю відсутній шерстний покрив, гарячі і липкі на дотик (як гума або пластилін). Вібриси дуже тонкі або відсутні. Множинні складки на тілі, особливо на голові, шиї, в паху і на лапах. Найчастіше такі коти народжуються голими. Найцінніші коти при розведенні.
- флок — шкіра тварини покрита дуже короткими м'якими волосками, які неозброєним оком практично непомітні (нагадує опушення персика). На дотик шкіра більш ніжна. Зазвичай до двох років такі коти «роздягаються» повністю.
- велюр — волоски довші (2-3 мм) і помітні. З віком також можуть пропадати. Назви флок і велюр походять від назв тканин, тактильно нагадують шкіру цих котів.;
- браш — (англ. brush - щітка, щетинистий) — кішки з доволі довгим звитим, часто жорстким хутром по всьому тілу, з ділянками облисіння на голові, верхній частині шиї або спині. «Браш» проходить експертизу на виставках, але в розіграшу сертифікатів чемпіонату участі не бере. Може використовуватися в племінному розведенні. Це обумовлено тим, що не можна схрещувати двох голих тварин, їх кошенята найімовірніше будуть з великими мутаціями і нежиттєздатними.

### Забарвлення
Допускаються будь-які забарвлення. Експертиза проводиться роздільно. Усі табі поєднуються в одну групу без поділу за малюнком (тому що його не можна чітко розрізнити).

## Світлини

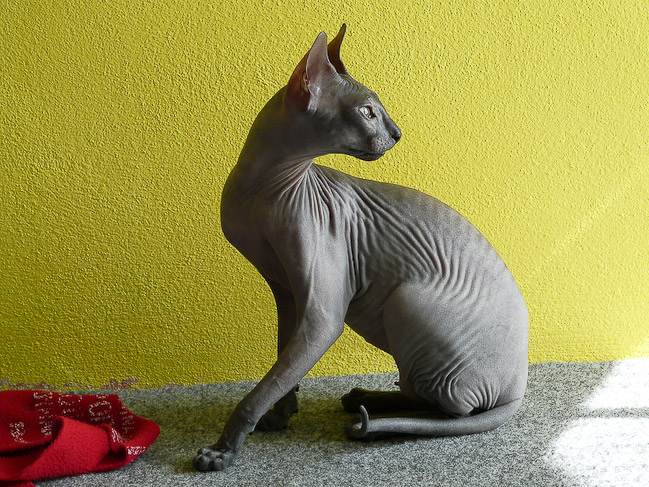
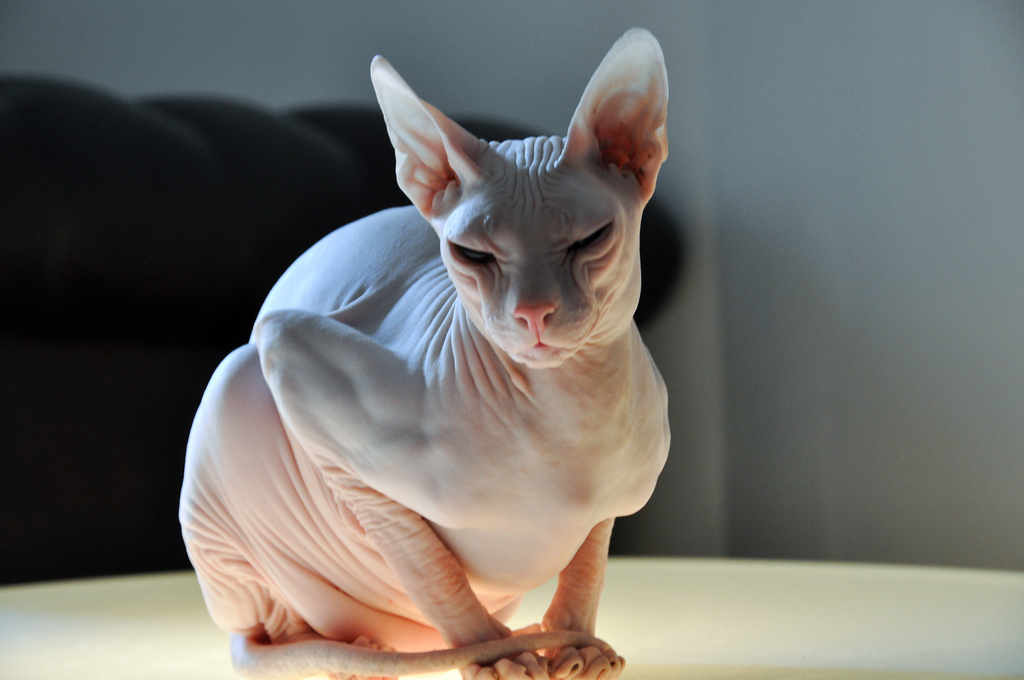
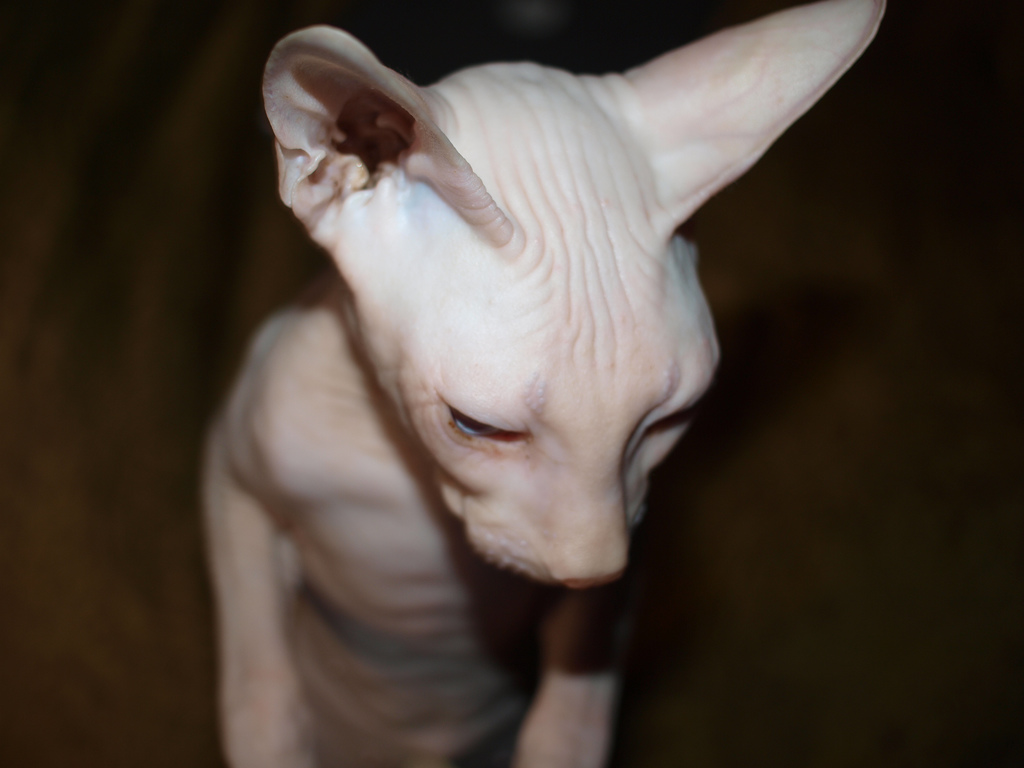
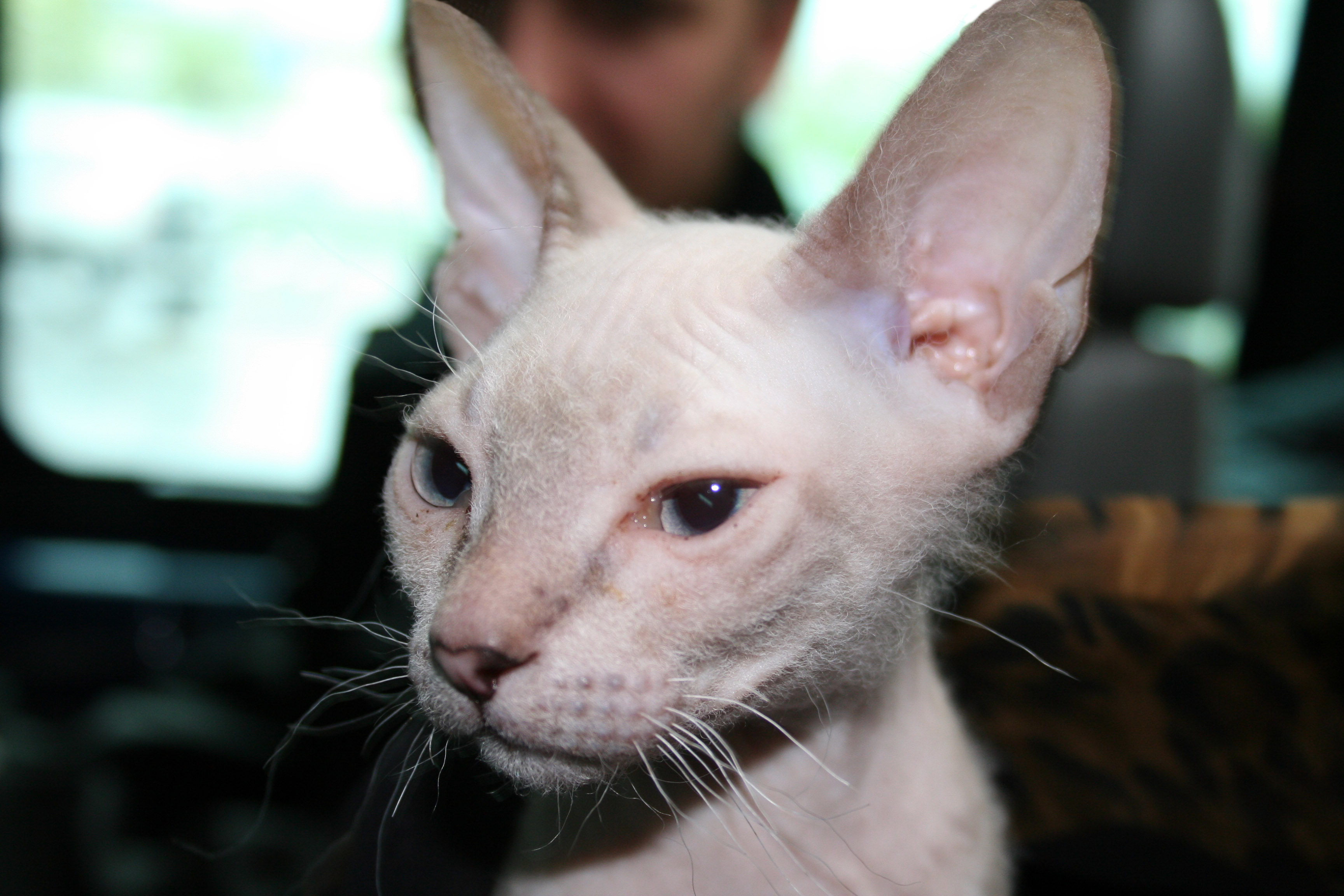